# Moteur Douvrin

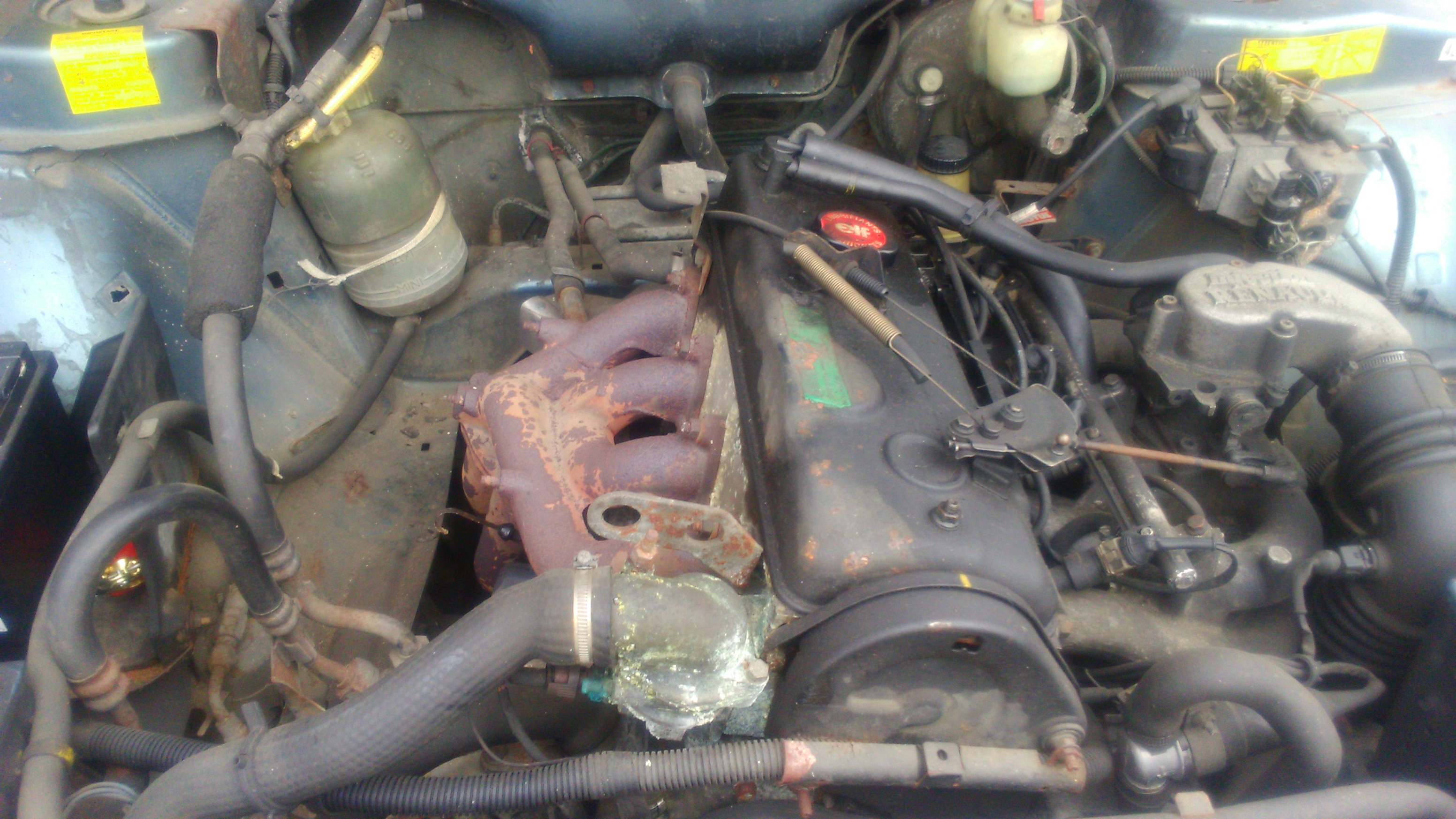

Le moteur Douvrin connu également sous le code « moteur J » ou « bloc J » est un moteur thermique automobile à combustion interne, quatre temps, conçu et fabriqué à Douvrin par la Société française de mécanique pour les groupes Renault et PSA.
Le moteur est produit de 1977 à fin 1996, en versions essence et diesel, 8 ou 12 soupapes.

## Histoire
Le moteur Douvrin est le fruit d’une collaboration lancée en 1969 par Renault et Peugeot (qui n’est pas encore devenu PSA) pour rationaliser leurs investissements dans le domaine des moteurs. En effet, les deux constructeurs se trouvent alors confrontés aux mêmes besoins et au même moment pour leurs futures grandes berlines. Ils mettent donc trois moteurs à l’étude : en haut de gamme, le fameux « V6 PRV » ; en entrée de gamme, le « moteur X » 4 cylindres qui équipera entre autres les Peugeot 104 et Renault 14 ; en milieu de gamme, le 2 litres qui est décrit ici. La production doit être assurée par la Française de Mécanique, filiale commune créée pour la circonstance.
En juillet 1977, le « moteur Douvrin » (du nom de l’usine qui assure la production) est présenté à la presse. Conçu par l'ingénieur Jean-Jacques His (futur père des moteurs de Formule 1 de Renault puis Ferrari), c’est un 4 cylindres en ligne moderne pour l’époque, avec ses cylindres chemisés et bloc en aluminium refroidi par eau, vilebrequin à 5 paliers, culasse en aluminium à soupapes en tête et arbre à cames en tête entraîné par une courroie de distribution crantée. Il tourne dans le sens horaire (côté distribution). Une version diesel (une première en tourisme pour Renault) est également prévue, mais la première à être présentée est la version essence à carburateur double-corps (type 829 puis J6R) destinée à la Renault 20 TS.
La presse salue d’emblée ce moteur comme une grande réussite. Avec 1 995 cm3 de cylindrée (88 x 82), ses 110 ch à 5 500 tr/min et ses 166 N m à 3 000 tr/min offrent à la fois agrément de conduite et sobriété. Montée ensuite sur les Renault 18, Fuego, Espace et 25, cette version perdurera sans modification notable (hormis quelques réglages de carburation imposés par la dépollution, faisant descendre la puissance à 103 ch) jusqu'à 1992 et l’adoption obligatoire du catalyseur qui entraîne le passage à l’injection.
Au lancement de la Peugeot 505 en septembre 1978 (AM79), PSA commercialise à son tour le moteur Douvrin sur les finitions TI et STI. Il s'agit toutefois d'une version spécifique (type ZEJK 829B) à injection Bosch K-Jetronic, même si la puissance de 110 ch est inchangée par rapport au J6R Renault. En revanche, PSA ne pourra pas utiliser ce moteur sur les modèles du groupe Chrysler-Europe qu'il vient de racheter pour (re)créer la marque Talbot. Renault ayant mis son veto à l'utilisation de ce moteur sur le coupé Murena qui concurrence sa propre Fuego, PSA se rabattra sur le moins moderne 2,2 litres d'origine Chrysler.
En 1979, la version diesel annoncée (type 852 puis J8S, à injection indirecte par préchambre) voit effectivement le jour sur la Renault 20. Pas encore suralimentée, elle développe 2 068 cm3 (86 x 89) et offre 63 puis 65 ch, dans la très bonne moyenne des diesels du moment. On retrouvera aussi ce moteur (les exemplaires à 500 000 km ne sont pas rares) sous le capot des Renault 18, 21, 25, Trafic et Master jusqu’à l'arrêt de la production. PSA, en revanche, n’utilisera jamais cette version, lui préférant d’abord le moteur Indenor puis les versions diesel de son propre moteur XU.
En août 1980, c’est la version 2,2 litres essence à carburateur (type 851 puis J6T, 2 165 cm3, 88 x 89) qui arrive sur le marché sur la Renault 20 TX. Pas plus puissant que le 2 litres (110 ch) mais plus coupleux (183 N m contre 166, à un régime inférieur), ce moteur ne convainc que modérément la presse.
1980 voit aussi le lancement du 2 litres essence à carburateur simple corps J5R (80 ch) sur les Trafic et Master, qu’il équipera jusqu’en 1992. Cette année-là, les nouvelles Citroën CX 20 sont équipées du 2 litres à carburateur double corps des Renault 20 (type 829 A5, 106 ch, 169 N m à 3250 tr/min) en remplacement du vétuste moteur M de la CX 2000.
En juillet 1981 (AM82), la Peugeot 505 TI disparaît de la gamme et la STI reçoit une nouvelle version du 2,2 litres (type ZDJ) à injection Bosch K-Jetronic. Malgré de meilleurs chiffres (117 ch, 190 N m à 3500 tr/min) que la version Renault à carburateur, ce moteur ne convainc pas vraiment non plus.
Fin 1981, le diesel turbocompressé (J8S turbo, 2 068 cm3, 85 ch) apparaît sur la Renault 30. Ce moteur très réussi se retrouvera dans la quasi-totalité de la gamme supérieure Renault (18, 20, 21, 25, Espace I et II, Fuego, Safrane phase 1, Jeep Cherokee) jusqu’en 1996, moyennant quelques évolutions mineures qui portent la puissance à 92 ch en fin de carrière. PSA n'utilisera pas ce moteur, comme pour le J8S atmosphérique, disposant de moteurs diesel de rendement comparable et de plus forte cylindrée, ce qui a permis d'obtenir plus de puissance.
En juillet 1983 (AM84), PSA lance une nouvelle version du 2,2 litres (type ZDJL) sur la 505 GTI qui remplace la STI. Équipée d'une injection Bosch LE2-Jetronic, elle est nettement plus puissante (130 ch), avec un couple maximal (192 N m) au régime plutôt élevé de 4250 tr/min, mais ce moteur donne une régularité de fonctionnement (ce modèle sera fabriqué jusqu'à la fin de production des 505, y compris après le restylage à partir des modèles 1986).
Fin 1983, Renault lance à son tour son 2,2 litres à injection (type J7T, J7T-706 en boîte manuelle, J7T-707 en boîte automatique) à la sortie de la R25. Il s'agit d'une injection Renix très moderne pour l'époque avec gestion intégrée de l'allumage et détection du cliquetis. L'arbre à cames est lui aussi spécifique pour une puissance moindre (123 ch) que celle du ZDJL Peugeot mais un couple nettement plus exploitable (190 N m à 2 750 tr/min seulement) et une consommation modérée. Les éloges sont unanimes dans la presse comme chez les clients ; avec le recul du temps, cette version aura été la plus homogène de toute la gamme Douvrin.
En 1985, la Citroën CX bénéficie d'un restylage et reçoit à son tour le 2,2 litres. Il ne s'agit que d'une version à carburateur double corps (J6T A500, 115 ch, 181 N m à 3250 tr/min) car les versions à injection se rapprochent trop du vénérable moteur M 2,5 litres de 138 ch qui équipe encore le haut de gamme CX.
En 1986, le 2 litres reçoit enfin l’injection chez Renault (type J7R) à l’occasion de la sortie de la R21. Là aussi, il s’agit d’une mise au point propre à Renault (PSA s’est déjà fortement désintéressé du moteur Douvrin au profit de son XU) avec injection Renix et arbre à cames spécifique. La puissance passe de 110 à 120 ch par rapport au J6R et le couple de 166 à 174 N m (quoique 1 000 tr/min plus haut). Cette version équipe la 21, la 25, et l’Espace I jusqu’au passage obligatoire au catalyseur en 1993. La version catalysée reprend l’arbre à cames du J6R et ne développe que 107 ch. Elle équipe à l’exportation les 21 et Espace I, puis la Safrane phase 1 (tous marchés) jusqu’en 1996.
Cette même année, Renault remanie légèrement le J7T à 126 ch (J7T-730 ou -731 en BVA) et sort une version catalysée (J7T-708 et -732) pour sa Medallion américaine. Celle-ci reprend l’arbre à cames du J6T et redescend donc à 110 ch car les versions plus puissantes ne passent pas les normes antipollution. On la retrouvera sur la Renault 21 automatique en fin de carrière et la Safrane phase 1 à l’exportation. Un break Nevada GTX de 1990 équipé de ce moteur franchira la barre du million de kilomètres. Une version “dégonflée” à 101 ch subsistera aussi sur le Trafic jusqu’en 1996.
En août 1987 est dévoilé le J7R turbo essence à injection (J7R-752) de 175 ch et 270 N m qui fait de la Renault 21 2L Turbo une redoutable berline sportive. Une version catalysée (163 ch, couple maxi 260 N.m) est aussi développée pour l’Europe du Nord et dès 1993 pour la France avec l'adoption du catalyseur à la suite de l'application de la norme Euro I. La production se termine en 1993 avec la fin de la 21.
C'est à cette période que se pose la question de l'avenir du moteur J, qui approche de ses limites technologiques et se prête mal à la « modularisation » (production de versions 4 et 5 cylindres essence ou diesel sur la même chaîne) qui commence à gagner les esprits des constructeurs. PSA et Renault se désintéressant de plus en plus des projets communs, la Régie lance l'étude d'un successeur, le moteur G, à l'horizon 1992-95. Les évolutions du moteur J sont alors réduites au minimum. En particulier, la version diesel ne connaîtra jamais d’adaptation à l’injection directe.
À l'hiver 1988 (millésime 1989), une version à culasse multi-soupapes (dite J12 en interne, la dénomination J7R ne changeant pas) fait tout de même son apparition sur la Renault 25 TXI, suivie de la 21 TXI en mai 1989. Afin de limiter l’encombrement moteur et le coût de production que Renault assume seul, il ne s’agit que d’une culasse simple arbre à 3 soupapes par cylindre. La puissance passe à 140 ch (137 en version catalysée) et le couple à 184 N m, permettant à ce moteur déjà ancien de garder le contact avec la concurrence. Ces versions sont les seules de la gamme J à présenter un quelconque défaut de fiabilité, avec des cas de fissure de la culasse entre les deux soupapes d’admission.
En 1992, pour la sortie de la Safrane, un J12 2,2 litres (toujours 140 ch mais couple augmenté à tous les régimes, 195 N m maxi) fait son apparition. Il est équipé d’une culasse modifiée par un système de jet d’air sur l’une des soupapes d’admission pour améliorer la combustion, modification qui s’applique aussi au 2 litres. Ces moteurs sont produits jusqu’au restylage et à la remotorisation de la Safrane fin 1996.
Chez Renault, le « moteur Douvrin » aura été adjoint aux boîtes de vitesses NG à commande d'embrayage par câble, 369 (devenue UN) avec embrayage à commande hydraulique, ou encore aux boîtes automatiques 4141, MJ3 (1981-90), et AR4 (1988-96). Les boîtes automatiques n'étaient pas assemblées à Douvrin mais à la Société de Transmissions Automatiques (STA), basée à Ruitz (Pas-de-Calais).

## Les différentes cylindrées
|                                        | Essence                                                | Essence                                                            | Diesel                                        |
| Types moteurs                          | 829 - J5R - J6R - J7R                                  | 851- J6T - J7T                                                     | 852 - J8S - J8ST                              |
| -------------------------------------- | ------------------------------------------------------ | ------------------------------------------------------------------ | --------------------------------------------- |
| Cylindrée                              | 1 995 cm3                                              | 2 165 cm3                                                          | 2 068 cm3                                     |
| Alésage (mm)                           | 88                                                     | 88                                                                 | 86                                            |
| Course (mm)                            | 82                                                     | 89                                                                 | 89                                            |
| Puissances en ch DIN                   | De 80 à 175 ch                                         | De 100 à 141 ch                                                    | De 58 à 92 ch                                 |
| Nombre dents courroie de distribution  | 116                                                    | 118                                                                | 148                                           |
| Boites de vitesses manuelles associées | NG3, UN1 (J7R752 ou 829 avant 1981), PK1 (sur Safrane) | NG3,NG7, UN1 (jusque 1988 pour les Un1 ex 369 ), PK1 (sur Safrane) | Ng1, NG3 et UN5 sur Master, PK1 (sur Safrane) |
| Boites automatiques associées          | 4141, MJ3, AR4 puis AD8 après 1992                     | MJ3,AR4 et AD8                                                     | MJ3 (mais peu répandue)                       |

|                          | Essence                   | Essence                        | Essence                   |
| Types moteurs            | ZEJ (829-90)              | ZDJ (851-90)                   | ZDJ-L (851-B)             |
| ------------------------ | ------------------------- | ------------------------------ | ------------------------- |
| Cylindrée                | 1 995 cm3                 | 2 165 cm3                      | 2 165 cm3                 |
| Alésage × Course         | 88 × 82 mm                | 88 × 89 mm                     | 88 × 89 mm                |
| Puissance                | 110 ch DIN à 5 250 tr/min | 117 ch DIN à 5 250 tr/min      | 130 ch DIN à 5 750 tr/min |
| Couple                   | 171 N m à 4 000 tr/min    | 186 N m à 3 500 tr/min         | 188 N m à 4 250 tr/min    |
| Rapport volumétrique     | 9,2 à 1                   | 9,2 à 1                        | 9,8 à 1                   |
| Injection                | Bosch K-Jetronic          | Bosch K-Jetronic               | Bosch LE2-Jetronic        |
| Courroie de distribution | 116 dents                 | 118 dents                      | 118 dents                 |
| Véhicules                | 505 TI et STI             | 505 STI                        | 505 GTI et GTX            |
| Années modèles           | 1979 - 1981               | 1982 - 1983                    | 1984 - 1989               |
| Boîtes manuelles         | BA 10/5                   | BA 10/5 en 1982 BA 7/5 en 1983 | BA 7/5                    |
| Boîtes automatiques      | ZF 3HP22                  | ZF 3HP22                       | ZF 3HP22                  |

|                          | Essence                   | Essence                   |
| Types moteurs            | 829 A5                    | J6T A500                  |
| ------------------------ | ------------------------- | ------------------------- |
| Cylindrée                | 1 995 cm3                 | 2 165 cm3                 |
| Alésage × Course         | 88 × 82 mm                | 88 × 89 mm                |
| Puissance                | 106 ch DIN à 5 500 tr/min | 115 ch DIN à 5 600 tr/min |
| Couple                   | 166 N m à 3 250 tr/min    | 178 N m à 3 250 tr/min    |
| Rapport volumétrique     | 9,2 à 1                   | 9,8 à 1                   |
| Carburateur              | Weber 34 DMTR             | Weber 34 DMTR             |
| Courroie de distribution | 116 dents                 | 118 dents                 |
| Véhicules                | CX 20                     | CX 22                     |
| Années modèles           | 1980 - 1989               | 1985 - 1991               |